# Jean-Yves Jouannais

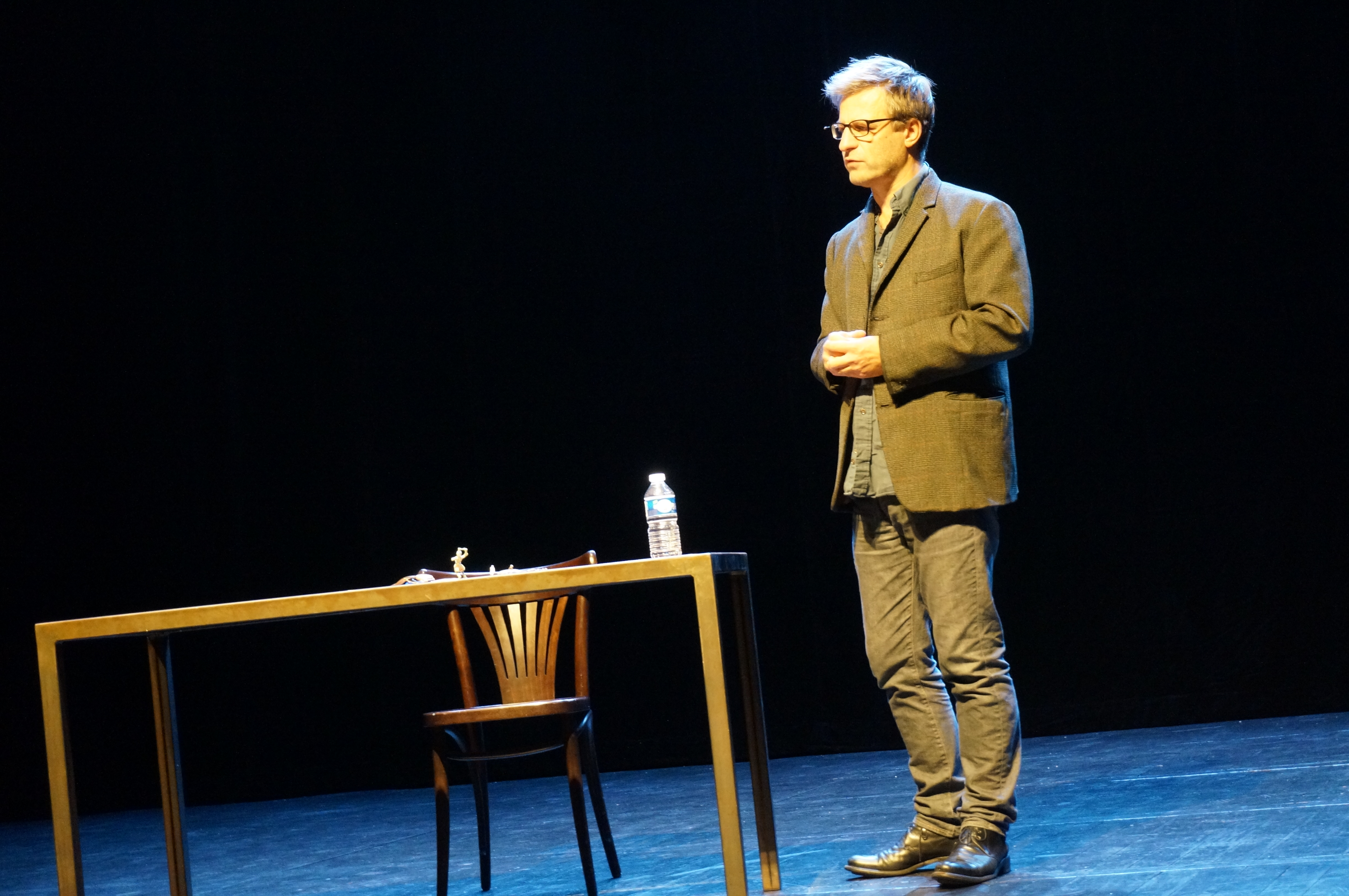
Jean-Yves Jouannais (2014)

Jean-Yves Jouannais (Montluçon, 17 de agosto de 1964) es un crítico y comisario de arte francés.

## Trayectoria
Cofundó la Revue Perpendiculaire y durante diez años fue redactor jefe de Artpress. Ha curado importantes exposiciones como L’Histoire de l’Infamie en la Bienal de Venecia (1995), Le Fou dédoublé. L’idiotie dans l’art du XXe siècle en Moscú (2000), Lost in the Supermaket en la Fondation Ricard (2001) y La Force de l’art 02 en el Grand Palais (2009).
Jouannais ha escrito varios ensayos, entre los que destacan Artistas sin obra (Acantilado, 2014), Des nains, des jardins, essais sur le kitsch pavillonnaire (Hazan, 1999) y L’idiotie (Beaux-Arts Magazine livres, 2003), así como la novela Jésus Hermès Congrès (Verticales, 2001). En 2014 fue galardonado con el premio Roger Caillois de ensayo del PEN Club de Francia. Su último libro publicado traducido al español es El uso de las ruinas (Acantilado, 2017).